# Moțăței
Moţăţei es una comuna ubicada en el distrito de Dolj, Rumania.

## Superficie
Posee una superficie de 129,1 kilómetros cuadrados.

## Demografía
Hasta 2021 la población era de 5920 habitantes, con una densidad de población de 45,86 habitantes por kilómetro cuadrado.